# Élections à l'Assemblée de Madrid de 1995
Les élections à l'Assemblée de Madrid de 1995 (en espagnol : Elecciones a la Asamblea de Madrid de 1995) s'est tenue le dimanche 28 mai 1995, afin d'élire les cent trois députés de la quatrième législature de l'Assemblée de Madrid.
Le scrutin est remporté par le Parti populaire de Madrid (PPM), dans l'opposition depuis douze ans et qui obtient cette fois-ci une majorité absolue en voix et sièges.

## Contexte
Dirigé depuis douze ans par le président socialiste Joaquín Leguina, la communauté de Madrid bascule progressivement vers la droite depuis 1987 et la percée du Centre démocratique et social (CDS) lors des élections autonomiques.
Ainsi, aux élections autonomiques du 26 mai 1991, le Parti populaire de Madrid (PPM) – profitant de l'effondrement du CDS – vire en tête avec 43,2 % des suffrages exprimés et 47 députés sur 101 à l'Assemblée de Madrid. Il devance la Fédération socialiste madrilène-PSOE (FSM-PSOE) de 136 000 voix. Toutefois, les socialistes, qui remportent 37,1 % et 41 élus, parviennent à se maintenir au pouvoir en s'associant avec la Gauche unie (IU), qui réalise une performance avec son score de 12,2 % des suffrages 13 sièges.
Si le PPM échoue à prendre le pouvoir dans la communauté autonome, il devient la force dominante de la ville de Madrid, à l'occasion des élections municipales se tenant le même jour. Les conservateurs récoltent 47,2 % des voix, ce qui leur assure 30 sièges sur 57 au conseil municipal de la capitale, très loin devant les socialistes et leurs 34,3 %.
L'emprise du Parti populaire sur la communauté de Madrid est définitivement acquise avec les élections législatives anticipées du 6 juin 1993 : il y obtient 43,9 % et 16 des 34 au Congrès des députés, ce qui correspond à une avance de 9 points et 3 sièges sur le Parti socialiste. Quant à la Gauche unie, elle confirme son potentiel en s'adjugeant 14,6 % des voix et les 5 sièges restants.

## Mode de scrutin
L'Assemblée de Madrid (en espagnol : Asamblea de Madrid) se compose de 103 députés, élus pour un mandat de quatre ans au suffrage universel direct, suivant le scrutin proportionnel à la plus forte moyenne d'Hondt. Le nombre d'élus n'est pas fixe puisque le statut d'autonomie prévoit que chaque député représente 50 000 habitants.
La communauté de Madrid constitue une circonscription unique. Seules les forces politiques – partis, coalitions, indépendants – ayant remporté au moins 5 % des suffrages exprimés au niveau du territoire régional participent à la répartition des sièges.

## Partis et têtes de liste
| Formation politique | Formation politique                                                       | Tête de liste             | Idéologie                                                      | Score en 1991              |
| ------------------- | ------------------------------------------------------------------------- | ------------------------- | -------------------------------------------------------------- | -------------------------- |
|                     | Parti populaire de Madrid Partido Popular de Madrid                       | Alberto Ruiz-Gallardón    | Centre droit Conservatisme, démocratie chrétienne, libéralisme | 43,2 % des voix 47 députés |
|                     | Fédération socialiste madrilène-PSOE Federación Socialista Madrileña-PSOE | Joaquín Leguina Président | Centre gauche Social-démocratie, progressisme                  | 37,1 % des voix 41 députés |
|                     | Gauche unie Izquierda Unida                                               | Ángel Pérez Martínez      | Gauche Communisme, républicanisme                              | 12,2 % des voix 13 députés |

## Résultats

### Scores
| Inscrits                                        | Inscrits                 | Inscrits                 | 4 129 852 |             |                       |                       |
| Abstentions                                     | Abstentions              | Abstentions              | 1 222 711 | 29,61 %     |                       |                       |
| Votants                                         | Votants                  | Votants                  | 2 907 141 | 70,39 %     |                       |                       |
|                                                 |                          |                          |           |             |                       |                       |
| Bulletins enregistrés                           | Bulletins enregistrés    | Bulletins enregistrés    | 2 907 141 |             |                       |                       |
| Bulletins blancs ou nuls                        | Bulletins blancs ou nuls | Bulletins blancs ou nuls | 49 727    | 1,71 %      |                       |                       |
| Suffrages exprimés                              | Suffrages exprimés       | Suffrages exprimés       | 2 857 414 | 98,29 %     | 103 sièges à pourvoir | 103 sièges à pourvoir |
|                                                 |                          |                          |           |             |                       |                       |
| Liste                                           | Tête de liste            |                          | Suffrages | Pourcentage | Sièges acquis         | Var.                  |
| Parti populaire de Madrid (PPM)                 | Alberto Ruiz-Gallardón   |                          | 1 476 442 | 51,67 %     | 54 / 103              | 7                     |
| Fédération socialiste madrilène-PSOE (FSM-PSOE) | Joaquín Leguina          |                          | 860 726   | 30,12 %     | 32 / 103              | 9                     |
| Gauche unie (IU)                                | Ángel Pérez Martínez     |                          | 464 167   | 16,24 %     | 17 / 103              | 4                     |
| Autres listes                                   | Néant                    |                          | 56 079    | 1,96 %      | 0 / 103               |                       |

### Analyse
En forte progression pour la seconde fois consécutive, le Parti populaire de Madrid engrange 520 000 voix de plus qu'en 1991 et double son score de 1987. Il totalise 1 476 000 suffrages environ, plus qu'aucune force politique dans la communauté autonome jusqu'à présent, et franchit largement la barre des 50 % des voix. Ce score s'explique par l'impopularité qui touche le gouvernement socialiste espagnol et la forte hausse de la participation, puisque 650 000 électeurs de plus ont fait usage de leur droit de vote. Ce même mouvement qui donne le résultat de la Fédération socialiste madrilène-PSOE. Bien qu'elle fasse 40 000 voix de mieux qu'en 1991, elle recule fortement en sièges et en points, réussissant de justesse à se maintenir au-dessus des 30 %. Après avoir perdu en 1989 la mairie de Madrid, la FSM-PSOE se voit également rejetée dans l'opposition au niveau autonomique. Cet échec de la gauche est cependant circonscrit aux socialistes, dans la mesure où la Gauche unie établit son propre record : avec 464 000 suffrages en sa faveur, elle progresse de 194 000 voix et passe au-dessus des 15 %, rappelant le score historique des communistes aux municipales d'avril 1979.

### Conséquences
Le 28 juin 1995, Alberto Ruiz-Gallardón, 36 ans, chef de l'opposition autonomique depuis 1987, est investi président de la communauté de Madrid, par 54 voix contre 49, après un débat cordial, au cours duquel Jaime Lissavetzky remplace Leguina comme représentant de la FSM-PSOE. Gallardón devient le deuxième titulaire de ce poste et le premier conservateur à diriger la Région de la capitale espagnole.